# Гаранін Володимир Михайлович
Володи́мир Миха́йлович Гара́нін (нар. 5 лютого 1934, Троянка, Кіровоградська область — пом. 6 лютого 2014, Одеса) — поет, письменник, громадський діяч, відповідальний секретар Одеської обласної організації Національної спілки письменників України.

## Біографія
Народився 5 лютого 1934 р. в с. Троянка Голованівського району Кіровоградської області у селянській родині. Середню освіту отримав у Троянській школі. У 1954—1956 рр. служить в Радянській армії.
Після закінчення філологічного факультету Одеського державного університету служить у МВС. У 1991 році йде у відставку. Нагороджений медалями. Відповідальний секретар Одеської обласної організації НСПУ з 2003 року, член ради НСПУ, головний редактор журналу “Літературна Одеса”.
Помер 6 лютого 2014 року в м. Одеса.

## Творчість
Працював в жанрах сатири й гумору, філософської лірики, публіцистики, прози, літературної критики та мовознавства.
Автор поетичних книжок «Доброзичливий Горобець», «Червоні світанки», «Щиро кажучи», «Притчі про козака Мамая», «Четвертий вимір», «Голубі серпанки», «Осінні мелодії» [Архівовано 18 квітня 2022 у Wayback Machine.], «Memento mori», літературно-критичного нарису «Віктор Дзюба», мовознавчих книжок «Ну що б, здавалося, слова…», «Як парость виноградної лози…», «Еней був парубок моторний…», збірки прози «Звична справа».

## Нагороди
Лауреат премії імені С. Олійника, Івана Огієнка (2002 р.), Фонду імені Тараса Шевченка (2007 р.), дипломант Всеукраїнського конкурсу «Байка — 2001», лауреат Всеукраїнського конкурсу «Українська мова – мова єднання» (2003, 2004, 2005, 2006 рр.), одеської міської премії “Твої імена, Одесо”. Нагороджений почесними відзнаками голови Одеської обласної державної адміністрації та Національної спілки письменників України.